# Verkehrsfachwirt
Geprüfter Verkehrsfachwirt ist ein öffentlich-rechtlich anerkannter Abschluss auf Meisterebene, der nach einer erfolgreich absolvierten branchenbezogenen kaufmännischen Aufstiegsfortbildung gemäß Berufsbildungsgesetz vergeben wurde. Die bundeseinheitliche Prüfung erfolgte auf Grundlage einer besonderen Rechtsverordnung vor dem Prüfungsausschuss einer Industrie- und Handelskammer (IHK). Die englische Bezeichnung des Abschlusses ist Bachelor Professional of Transport Management (CCI).
Im Zuge einer Neuordnung der kaufmännischen Weiterbildungen im Bereich Logistik erließ das Bildungsministerium eine neue Weiterbildungsordnung zum Abschluss Geprüfter Fachwirt für Güterverkehr und Logistik. Diese ersetzt die Weiterbildung zum Geprüften Verkehrsfachwirt. Die neue Verordnung trat zum 1. Oktober 2013 in Kraft. Für den Bereich Personenverkehr wurde eine eigene Verordnung erarbeitet. Ebenfalls zum 1. Oktober 2013 trat die Weiterbildungsordnung zum Abschluss Geprüfter Fachwirt für Personenverkehr und Mobilität in Kraft.

## Arbeitsgebiete und Aufgaben
Geprüfte Verkehrsfachwirte sind befähigt, im Güterverkehr, im Personenverkehr oder in der Verkehrsinfrastruktur eigenständig bei der kaufmännischen Steuerung von Unternehmen der Verkehrswirtschaft mitzuarbeiten. Sie konzipieren und realisieren Verkehrsdienstleistungen unter Einsatz vorhandener Verkehrsträger im Rahmen der geltenden rechtlichen, wirtschaftlichen und politischen Bedingungen. Sie setzen betriebswirtschaftliche und personalwirtschaftliche Steuerungsinstrumente des Unternehmens für die Realisierung von Verkehrsdienstleistungen ein, sie führen Mitarbeiter und Projektteams und kommunizieren und kooperieren dienstleistungsorientiert mit Partnerunternehmen und Kunden.

## Fortbildungsinhalte
Rechtsgrundlage der Fortbildung war die Verordnung über die Prüfung zum anerkannten Abschluß Geprüfter Verkehrsfachwirt/Geprüfte Verkehrsfachwirtin (VerkPrV). Diese wurde im Jahr 2013 durch die neue Verordnung über die Prüfung zum anerkannten Fortbildungsabschluss Geprüfter Fachwirt für Güterverkehr und Logistik und Geprüfte Fachwirtin für Güterverkehr und Logistik ersetzt.
Grundlegende Qualifikationen
- kaufmännische Steuerung und Personalwirtschaft
- Verkehrswirtschaft und Verkehrsdienstleistungen
- Führung, Kommunikation und Kooperation

Spezifische Qualifikationen
- Güterverkehr
- Personenverkehr
- Verkehrsinfrastruktur

## Prüfungszulassungsvoraussetzungen
Zur Prüfung vor einer Industrie- und Handelskammer konnte zugelassen werden, wer
- eine mit Erfolg abgelegte Abschlussprüfung als Speditionskaufmann, Reiseverkehrskaufmann, Kaufmann für Verkehrsservice, Servicekaufmann im Luftverkehr, Kaufmann im Eisenbahn- und Straßenverkehr, Luftverkehrskaufmann oder Schifffahrtskaufmann oder eines anderen kaufmännischen Ausbildungsberufs der Verkehrswirtschaft und danach eines mindestens einjährige Berufspraxis oder
- eine mit Erfolg abgelegte Abschlussprüfung in einem anderen anerkannten kaufmännischen Ausbildungsberuf und eine mindestens zweijährige Berufspraxis oder
- eine mindestens fünfjährige Berufspraxis

nachwies.

## Prüfungsdurchführung und Abschluss
Die Prüfung umfasste einen grundlegenden sowie einen spezifischen Wahlpflichtteil. Nach erfolgreichem Abschluss aller Prüfungsteile vergab die prüfende IHK den öffentlich-rechtlich anerkannten Abschluss Geprüfter Verkehrsfachwirt.